# Зверобой душицелистный
Зверобо́й душицели́стный (лат. Hypericum origanifolium) — многолетнее травянистое растение, вид рода Зверобой (Hypericum olympicum) семейства Зверобойных (Hypericaceae).

## Ботаническое описание
Травянистое растение, пушистое, серое, покрыто густыми прямыми белыми короткими волосками. Стебель восходящий, округлый, высотой 10—20 см, деревянистый в основании.
Листья продолговатой или продолговато-овальной формы, длиной 1—1,7 см и шириной 0,4—0,6 см, тупые, в нижней части суженные, расположены напротив друг друга. На поверхности листьев расположены многочисленные чёрные точечные желёзки.
Цветки достигают в длину 2,5—6 см и в ширину 2,5—3 см, с короткими веточками. Соцветие — щитковидно сжатая метёлка. Прицветники ланцетной или продолговато-ланцетной формы, длиной 3—4 мм. Чашечка продолговато-линейной или широко-продолговатой формы, составляет 4—5 мм и 1—1,5 мм в ширину, островатая, на поверхности иногда могут располагаться чёрные точечные желёзки. Лепестков 5, жёлтого цвета, продолговато-обратнояйцевидной формы, длиной 9—12 мм и шириной 3—3,5 мм, тупые, в верхней части расположены железистые чёрные точки. Тычинок 30—35, собраны в 3 пучка.
Завязь яйцевидной или продолговато-яйцевидной формы, длиной 2,5 мм. Столбиков 3, свободные, длиннее завязи в 2 раза. Семена мелкие, длиной 1,5—1,7 мм, цилиндрической формы, согнутые, тупые, коричневого цвета, с мелкими точечными ячейками. Плод — сухая коробочка продолговато-яйцевидной формы, коническая, длиной 8—9 мм и шириной 4 мм, коричневого цвета, с редкими бороздками, вдоль створок находятся железистые пузыри. Цветение происходит в мае.
Вид описан из Турецкой Армении.

## Экология и применение
Зверобой душицелистный обитает на сухих склонах. Распространён в Сирии, Турции и Азербайджане.

## Классификация
Вид Зверобой душицелистный входит в род Зверобой (Hypericum) семейство Зверобойные (Hypericaceae).
|  |                  |  |                     |                          |                          |  | ещё 45 порядков покрытосеменных (согласно Системе APG II) | ещё 45 порядков покрытосеменных (согласно Системе APG II) |                                           |  |  |  | ещё 9 родов        | ещё 9 родов                |  |  |
|  |                  |  |                     |                          |                          |  | ещё 45 порядков покрытосеменных (согласно Системе APG II) | ещё 45 порядков покрытосеменных (согласно Системе APG II) |                                           |  |  |  | ещё 9 родов        | ещё 9 родов                |  |  |
|  |                  |  |                     | отдел Цветковые растения |                          |  |                                                           |                                                           | семейство Зверобойные                     |  |  |  |                    | вид Зверобой душицелистный |  |  |
|  |                  |  |                     | отдел Цветковые растения |                          |  |                                                           |                                                           | семейство Зверобойные                     |  |  |  |                    | вид Зверобой душицелистный |  |  |
|  | царство Растения |  |                     |                          | порядок Мальпигиецветные |  |                                                           |                                                           | род Зверобой                              |  |  |  |                    |                            |  |  |
|  | царство Растения |  |                     |                          |                          |  |                                                           |                                                           |                                           |  |  |  |                    |                            |  |  |
|  |                  |  | ещё около 21 отдела | ещё около 21 отдела      |                          |  |                                                           | ещё 36 семейств (согласно Системе APG II)                 | ещё 36 семейств (согласно Системе APG II) |  |  |  | ещё около 60 видов |                            |  |  |
|  |                  |  |                     | ещё около 21 отдела      |                          |  |                                                           |                                                           | ещё 36 семейств (согласно Системе APG II) |  |  |  |                    |                            |  |  |